# Westende
Westende is een dorp en badplaats in de Belgische provincie West-Vlaanderen en een deelgemeente van Middelkerke. Het centrum van Westende zelf ligt op enkele honderden meters van de kust; direct aan de kust is de nieuwe kern Westende-Bad ontstaan.

## Geschiedenis
In de middeleeuwen lag Westende op het westelijke punt van het eiland Testerep. De plaats werd in 1087 reeds vermeld. Het werd een afzonderlijke parochie in 1196. Tot in de 19de eeuw was het duinen- en strandgebied ten noorden van het dorp haast onbewoond. Dit is te zien op de Ferrariskaarten uit 1777, waar Westende (Westhende) op te zien is. Er stond een windmolen en enkele ver uit elkaar staande boerderijen. In 1885 ging de eerste NMVB-tramlijn van België vanuit Oostende naar Westende-dorp en verder rijden. Deze stoomtramlijn bestond tot 1955.
De badplaats Westende kwam pas echt tot ontwikkeling toen in 1888 de Brusselse industrieel Édouard Otlet 64 hectare duinen aankocht en er een zeedijk liet bouwen in 1897. Alles werd met privékapitaal gebouwd en de plaats kreeg tennispleinen, een kerk, een postgebouw, een kursaal, een elektriciteitscentrale en de elektrische tramlijn Oostende-Middelkerke(bad), die in 1903 werd doorgetrokken tot in Westende-bad. Dat zou later de (huidige) moderne Kusttram Knokke--De Panne worden. Nog steeds is er een keerlus. Een tweede uitbreiding van de badplaats kwam vanaf 1905 oostwaarts tot stand met het nieuwe Grand Hôtel Bellevue, beter bekend als 'De Rotonde'. Aan de vooravond van de Eerste Wereldoorlog was Westende een mooie en elitaire badplaats geworden, met twee Grand Hotels en honderden villa's in de meest uiteenlopende stijlen.
Tijdens de Eerste Wereldoorlog werd Westende echter volledig vernield door beschietingen. In de jaren 20 en 30 werd Westende weer opgebouwd. Het Westend Hôtel werd in 1924 herbouwd als Westend Palace.
Met de komst van het massatoerisme vanaf de jaren 60 , deed ook het flatgebouw zijn intrede. Dit ten nadele van de villa's die vrijwel allen zijn verdwenen. Westend Palace werd na jaren van verval in 1972 afgebroken.
Op 1 januari 1971 werd Lombardsijde gefusioneerd met Westende. Beide werden op 1 januari 1977 deelgemeenten van Middelkerke.

## Demografische ontwikkeling
- Bronnen:NIS, Opm:1831 tot en met 1970=volkstellingen; 1976 = inwoneraantal op 31 december
- 1970-1976: inclusief Lombardsijde

## Bezienswaardigheden

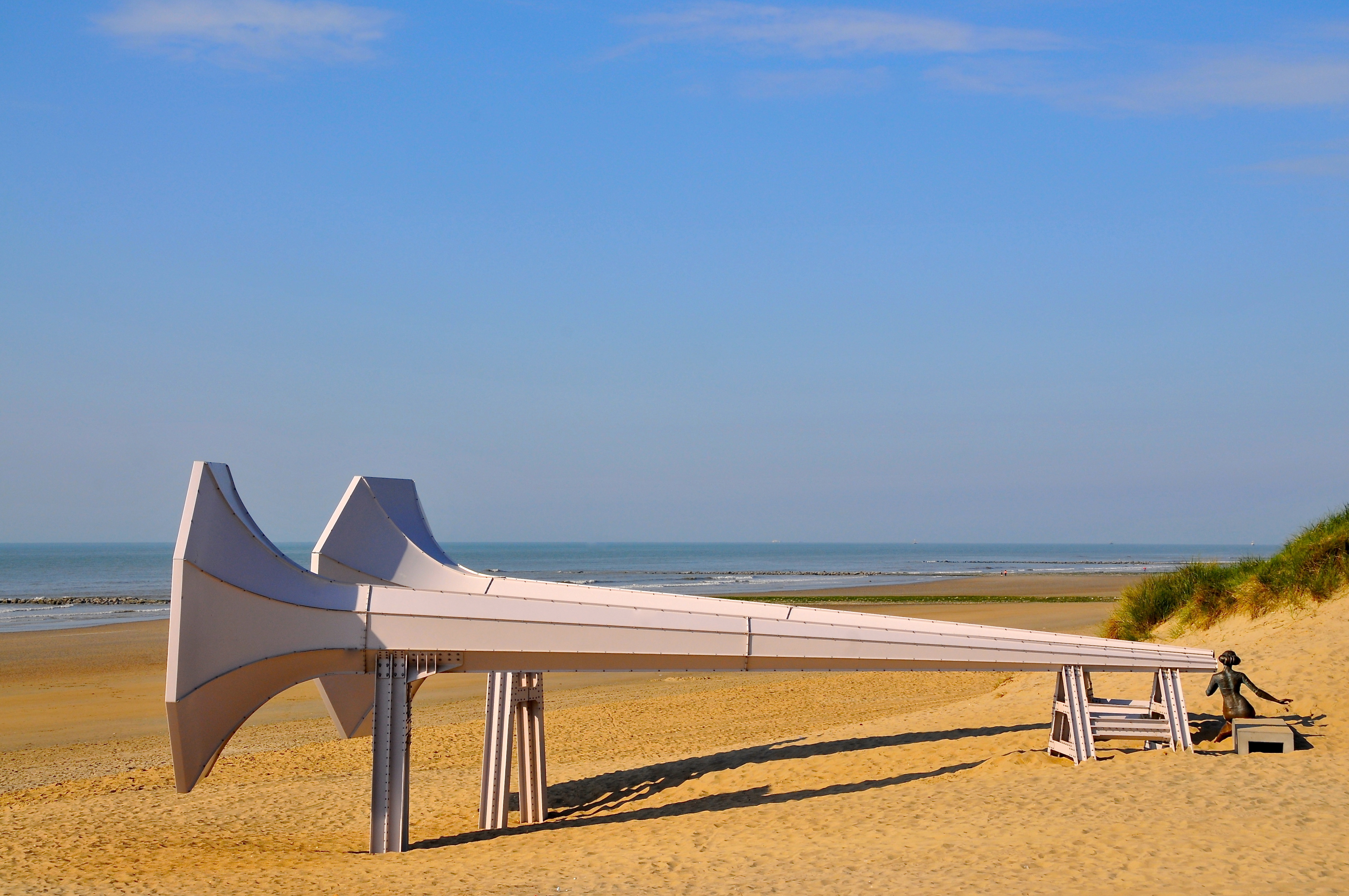
I can hear it van de Letse kunstenaar Ivars Drulle (2012) op het strand van Westende

- Een deel van de dorpskom van Westende-Bad is beschermd als dorpsgezicht.[2]
- Diverse residenties, villa's en appartementsgebouwen in de badplaats zijn als monument beschermd.
- Grand Hôtel Bellevue, de Rotonde is een voormalig hotel aan de zeedijk in Westende-Bad. Het merkwaardige ontwerp uit 1909 was van Octave Van Rysselberghe. Het gebouw is een van de weinige dat de Eerste Wereldoorlog overleefde.
- I can hear it, een kunstwerk van Ivars Drulle aan het oostelijk einde van de zeedijk
- Villa Les Zéphyrs, met een art-nouveau-interieur van Henry Van de Velde. Waarschijnlijk het enige overblijvende interieur uit de Belgische periode van deze architect.
- De "Camping Cosmos" die nu wordt omgeschakeld tot een natuurterrein, was de filmlocatie voor de gelijknamige film Camping Cosmos met o.a. Lolo Ferrari, Jan Decleir en Arno (zanger).
- De Sint-Theresiakapel in Westende-Bad dateert uit 1930 en werd later verlengd.
- De Sint-Laurentiuskerk in Westende-Dorp is een neogotische kerk, die in 1922 werd herbouwd na vernieling in de Eerste Wereldoorlog.
- De "Kleine Bamburg" is een beschermde historische hoevesite, die in 1920 werd herbouwd.
- De veldbatterij "Bamburg" werd door de Duitse bezetter opgericht tijdens de Tweede Wereldoorlog, drie kilometer landinwaarts als onderdeel van de Atlantikwall. Ze diende ter verdediging van de haven van Nieuwpoort en is nog steeds volledig met bunkers en loopgraven.

## Evenementen
Westende heeft een traditie van jaarlijkse evenementen.
- Zo vond jarenlang[(sinds) wanneer?] het Visweekend plaats in de centrumstaten.[3] Passende visserskledij, muziek, een vis- en ambachtenmarkt waren de vaste ingrediënten van dit feestweekend. Op de zondag van het visweekend was er de traditionele zeewijding.[4]
- Sinds 2014 vindt er jaarlijks het culinair evenement Tastoe[5] plaats op de zeedijk. Tijdens het evenement wordt de lokale gastronomie in de kijker gezet.De jaarlijkse Volkswagen bus meeting in Westende.

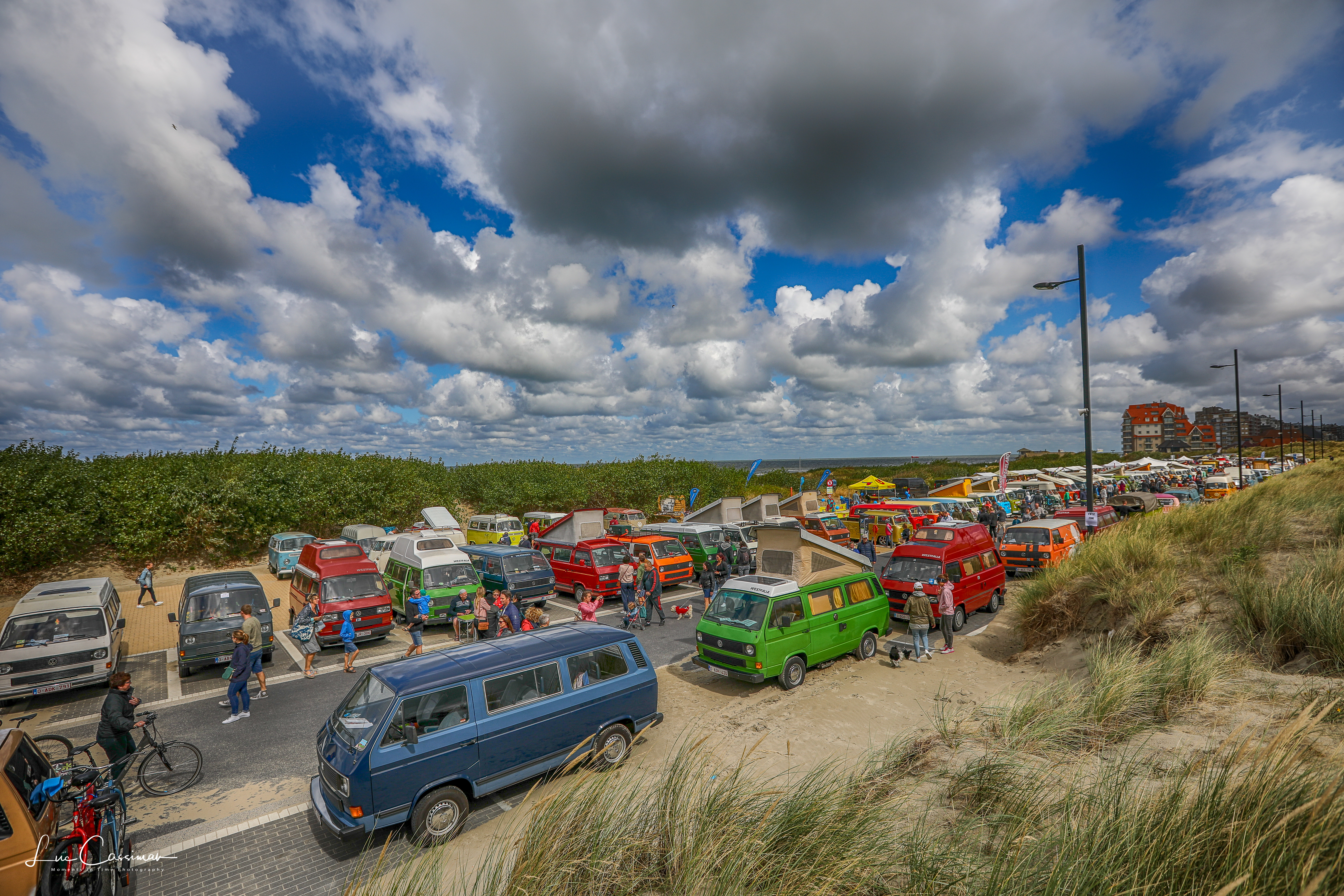
De jaarlijkse Volkswagen bus meeting in Westende.

- Sinds 2016 vindt er een jaarlijkse Volkswagen bus meeting plaats in de zomer op de zeedijk ter hoogte van Surfclub De Kwinte. Meer dan 150 kleurrijke oldtimer Volkswagenbusjes van het type Volkswagen Transporter verzamelen langs het strand en de duinen.[6]

## Galerij

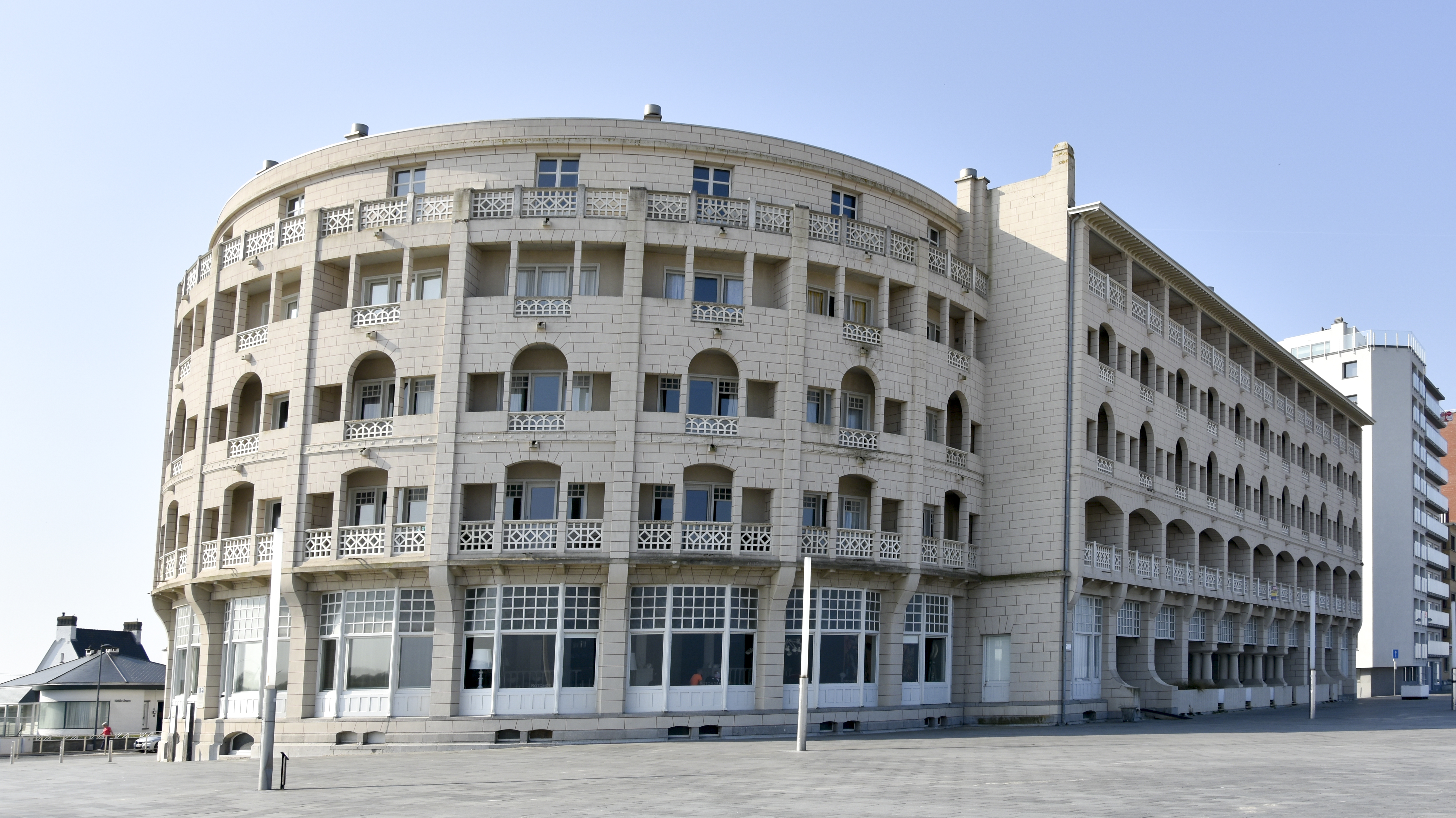
Grand Hôtel Bellevue, de Rotonde
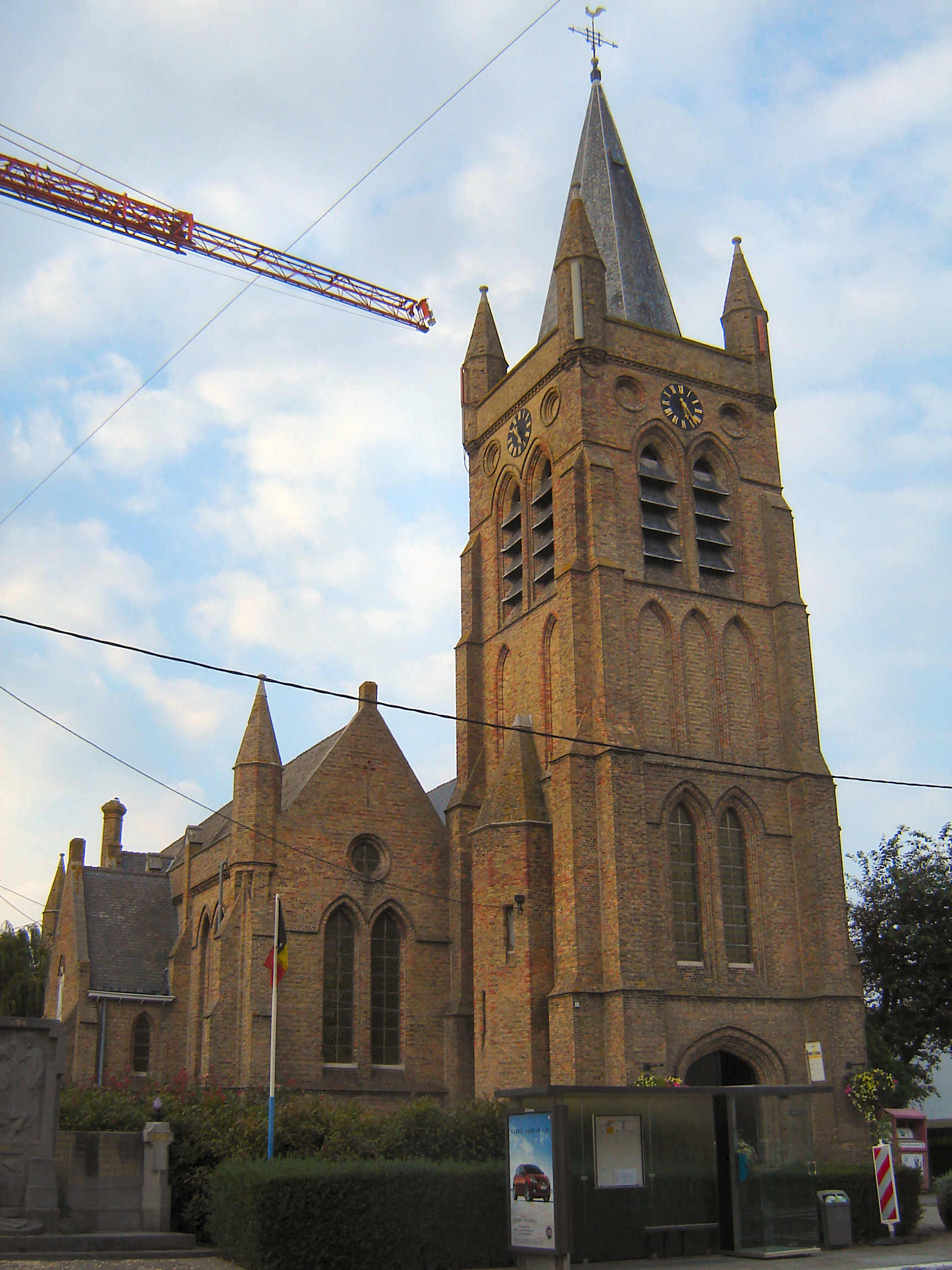
Sint-Laurentiuskerk
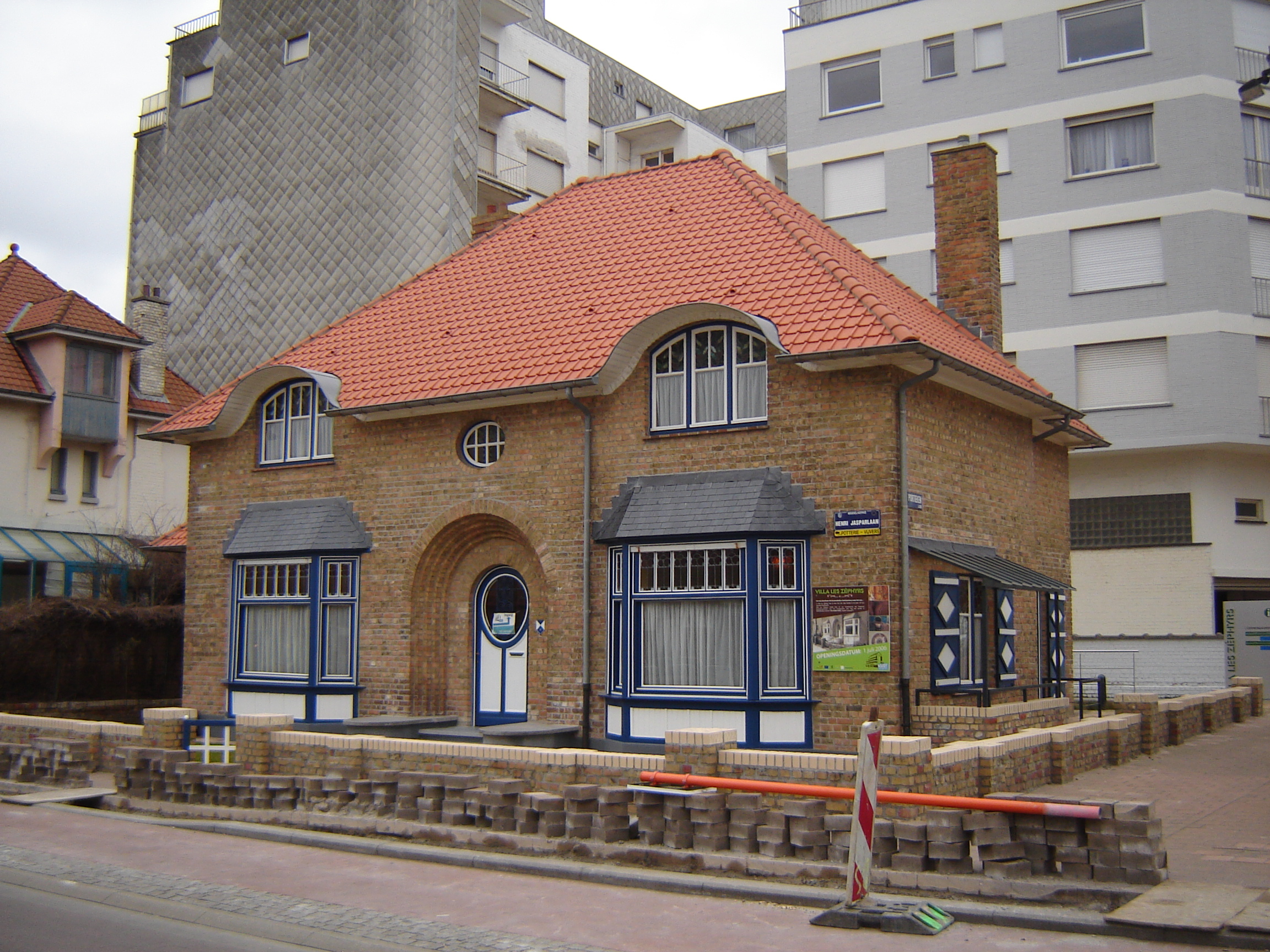
Les Zéphirs
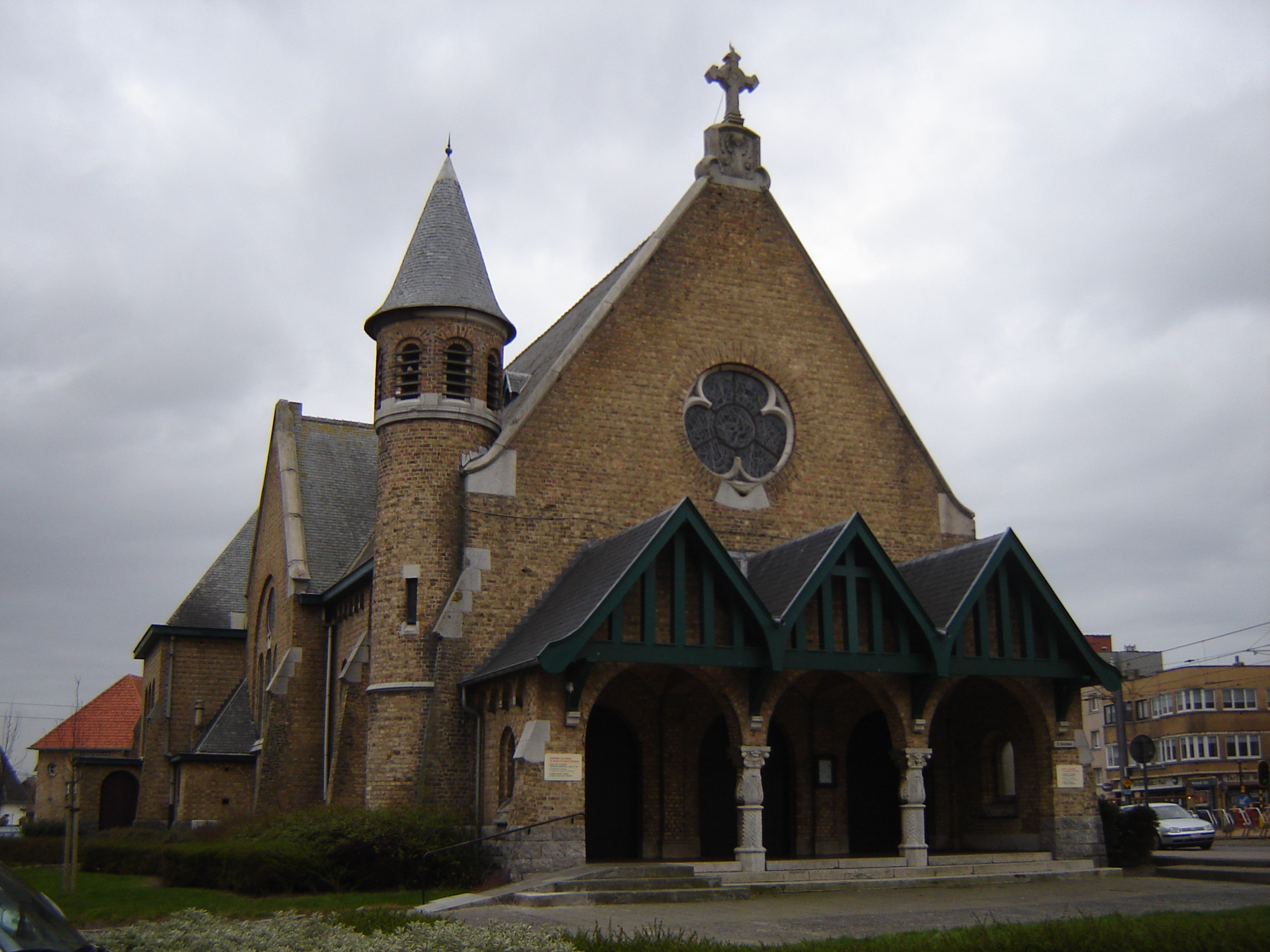
Sint-Theresiakapel
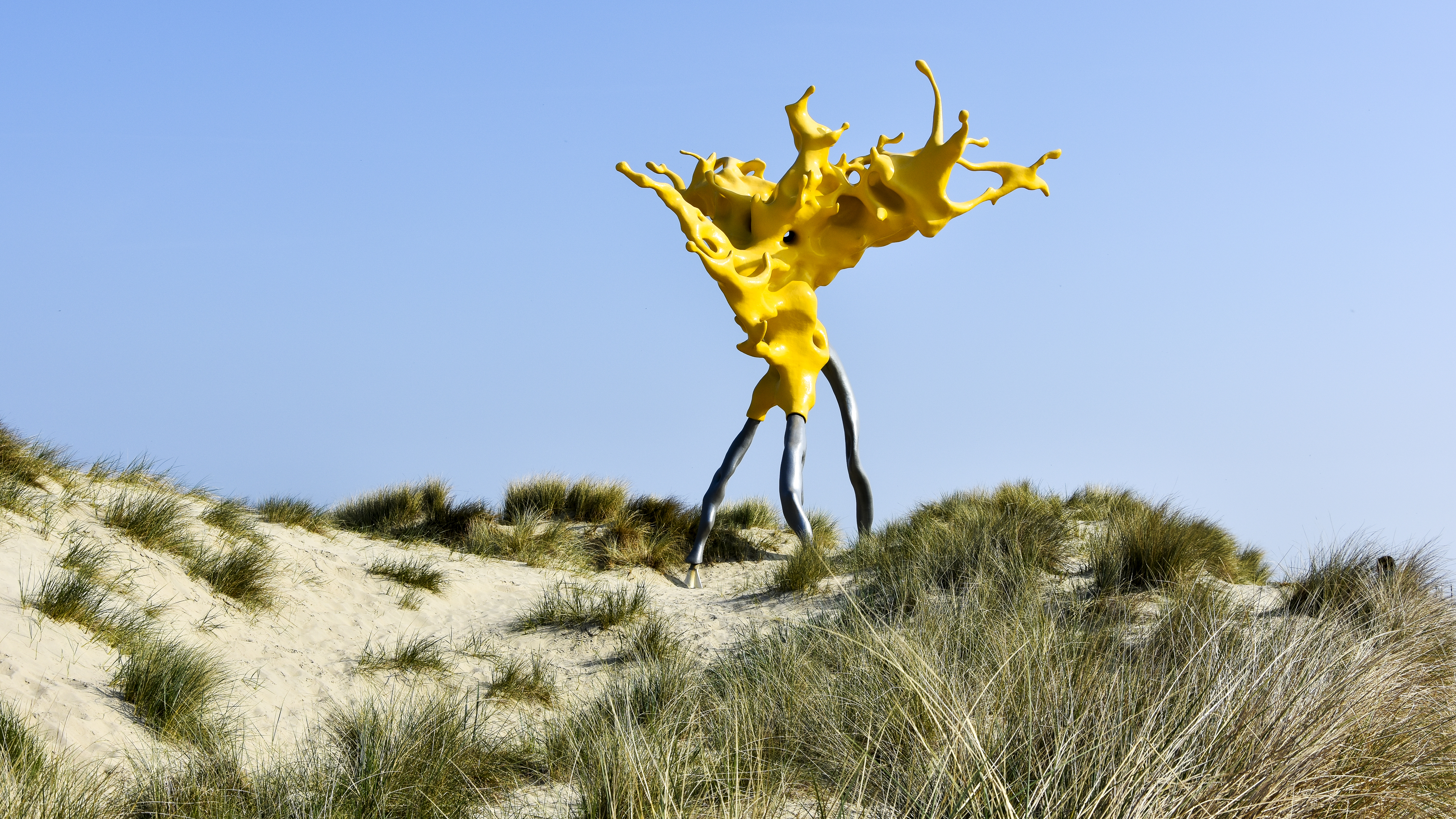
Olnetop van Nick Ervinck

## Natuur en landschap
Westende ligt aan de Noordzeekust, en beschikt over een zandstrand. Het Sint-Laureinsstrand is een natuurgebied, terwijl in het westen, gemeente Nieuwpoort, ook het natuurgebied IJzermonding ligt. Ten zuidoosten van Westende ligt het natuurgebied Schuddebeurze. Verder naar het zuidoosten ligt het Kanaal Plassendale-Nieuwpoort. Hoewel de oude dorpskern een kilometer landinwaarts is gelegen, is er een uitbreiding van de bebouwing langs de kust in noordoostelijke richting, ook wel Westende-Bad genaamd. Deze is op zijn beurt weer vrijwel vastgebouwd aan de kustbebouwing van Middelkerke.

## Politiek
Westende had een eigen gemeentebestuur en burgemeester tot de gemeentelijke fusie van 1977. De laatste burgemeester was Julien Soetaert. Burgemeesters waren:
- 1920-1926 : Serafin Dewulf
- 1926-1932 : Emiel Raecke
- 1932-1939 : Rafaël Van Huffel
- 1939-1946 : Germain Zielens
- 1947-1968 : Rafaël Van Huffel
- 1968-1976 : Julien Soetaert

## Openbaar vervoer
- In Westende-Dorp komt alleen buslijn 60 (voorheen 769).
- In Westende-bad komt alleen de Kusttram. Belbus 39 bedient de omgeving.

## Nabijgelegen kernen
Lombardsijde, Middelkerke, Mannekensvere
Deelgemeenten: Leffinge · Lombardsijde · Mannekensvere · Middelkerke · Schore · Sint-Pieters-Kapelle · Slijpe · Westende · Wilskerke

Belgische gemeenten · Arrondissement Oostende · West-Vlaanderen · Vlaanderen